# Crassula alba

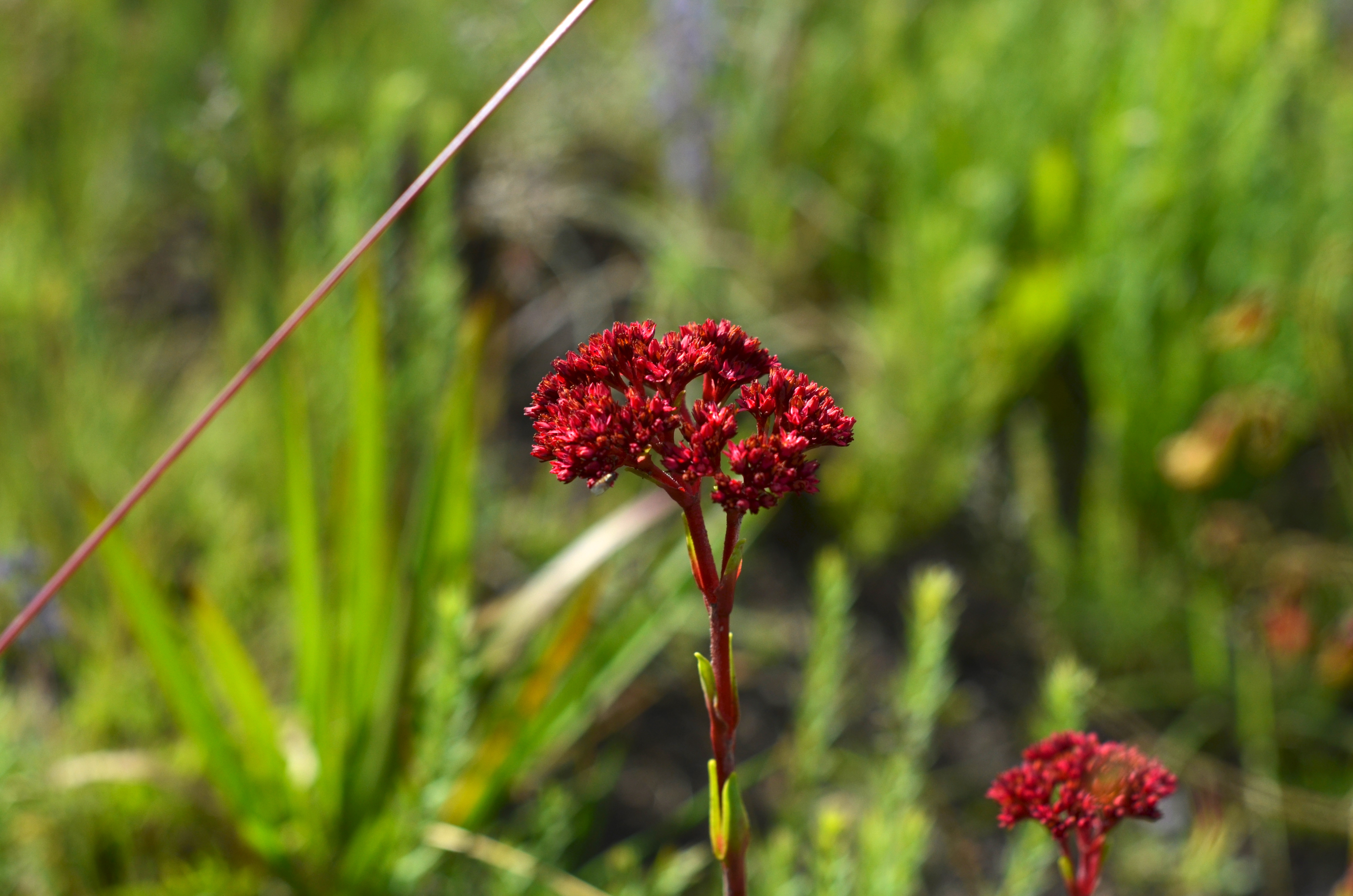
Inflorescència (vermella)

Crassula alba és una espècie de planta suculenta del gènere Crassula de la família de les Crassulaceae.

## Taxonomia
Crassula alba Forssk. va ser descrita per Pehr Forsskål, i publicada a Fl. Aegypt.-Arab. 60. (1775).
Etimologia
- Crassula: nom genèric que prové del llatí crassus, que significa 'gruixut', en referència a les fulles suculentes del gènere.[2]
- alba : epítet llatí que significa 'blanca'[2]